# Lawrence M. Krauss
Lawrence Maxwell Krauss (* 27. května 1954) je americký teoretický fyzik a kosmolog působící na Arizonské státní univerzitě.
Je znám jako propagátor pochopení vědy veřejností, vědeckého skepticismu a snížení vlivu pověr a náboženských dogmat v populární kultuře.

## Raný život a vzdělání
Krauss se narodil v New Yorku, ale jeho rodiče se přestěhovali do Toronta, kde prožil většinu dětství. Byl vychováván v židovské domácnosti. Bakalářský a magisterský titul z matematiky a fyziky získal na univerzitě v Carletonu, doktorát obdržel v roce 1982 na Massachusettském technologickém institutu.

## Osobní život
V roce 1980 se oženil s Katherine Kelley, mají spolu dceru Lilli narozenou roku 1984. Manželé začali žít odděleně v roce 2010 a o dva roky později se rozvedli. V roce 2014 se Krauss oženil podruhé s Nancy Dahl, Američankou původem z Austrálie. Proto Krauss někdy pobývá v Austrálii na Mount Stromlo Observatory.

## Vědecká práce
Krauss je známý především díky své práci v teoretické fyzice. Jako jeden z prvních fyziků naznačil, že by většina hmoty a energie vesmíru mohla být uložena v prázdném prostoru, tento nápad je dnes znám jako temná energie. Krauss významně přispěl i k pokusům o odhalení původu a podstaty temné hmoty a podílel se na několika experimentech snažících se temnou hmotu najít.
Dále navrhl model v němž by vesmír mohl vzniknout z „ničeho“, jak populárně popisuje ve své knize Vesmír z ničeho. Postuluje, že jisté uspořádání relativistických kvantových polí by mohlo vysvětlit existenci vesmíru jak jej známe.
Zpočátku byl Krauss skeptický k Higgsovu mechanismu. Nicméně po objevu Higgsova bosonu díky Velkému hadronovému urychlovači v CERNu začal zkoumat důsledky existence Higgsova pole na temnou energii.

## Aktivismus
Krauss tvrdí, že ve veřejných diskuzích ve Spojených státech by měla být více zastoupena věda a že veřejnost by měla mít právo posoudit náboženskou víru prezidentských kandidátů a to jak se vztahuje k veřejnému pořádku.
Sám sebe Krauss označuje jako antiteistu a účastní se veřejných debat o náboženství. V roce 2013 vystupoval v dokumentárním filmu The Unbelievers, kde společně s Richardem Dawkinsem cestovali po celém světě a hovořili o významu vědy a racionality v protikladu k náboženství a pověrám. Zúčastnil se rovněž mnoha debat s náboženskými obhájci, například Williamem Craigem.
Ve své knize Vesmír z ničeho. Proč existuje spíše něco než nic pojednává o předpokladu, že něco nemůže vzniknout z ničeho, který je často uváděn jako argument pro stvoření světa prvotním hybatelem. Ve své debatě s Donem Cupittem a Johnem Ellisem argumentuje, že fyzikální zákony umožňují vesmír vytvořený z ničeho. "Jaké by měly být charakteristiky vesmíru, který by byl vytvořen z ničeho, jen s fyzikálními zákony a bez jakýchkoliv nadpřirozených vylomenin? Byly by přesně takové jaké má vesmír v němž žijeme." V rozhovoru pro The Atlantic nicméně prohlásil, že nikdy netvrdil, že otázky na původ vesmíru jsou vyřešeny.

## Vyznamenání a ocenění
Krauss je jediným fyzikem, který získal ocenění od všech tří hlavních amerických fyzikálních společností, Americké fyzikální společnosti, Americké asociace učitelů fyziky a Amerického fyzikálního institutu.
Dále získal například Lilienfeldovu cenu v roce 2001, Oerstedovu medaili v roce 2003 nebo cenu Richarda Dawkinse roku 2016. Rovněž byl v roce 2015 vyhlášen Americkou humanistickou asociací humanistou roku. 
V roce 2014 při své návštěvě České republiky získal na Academia Film Olomouc ocenění za osobní přínos popularizaci vědy.